# Karen Webb
Karen Webb (Londen, 21 september 1971) is een Duitse televisiepresentatrice.

## Levensloop
Webb werd als dochter van een Duitse moeder en een Engels-Indiase vader geboren. In 1975 verhuisde ze naar Neurenberg, en haalde in 1992 haar examen, waarna ze bedrijfseconomie aan de Friedrich-Alexander-Universität Erlangen-Nürnberg ging studeren. Sinds 2002 studeert ze naast haar werk politicologie aan de universiteit van Hagen. Haar eerste ervaring met de media kreeg ze bij de radiozender Antenne Bayern en Franken Fernsehen. Sinds 1998 presenteert ze bij Sat.1 diverse programma's.

## Privé
Webb heeft diverse hobby's, waaronder motorfietsen en schilderen. Ze woonde samen met televisiepresentator Christian Mürau. Webb heeft twee kinderen.